# حلزون نفیر سوزن‌دار
حلزون نفیر سوزن‌دار (نام علمی: Bittium reticulatum) نام یک گونه از تیره شاخیان است.